# Canton de Hucqueliers
Le canton de Hucqueliers est une ancienne division administrative française située dans le département du Pas-de-Calais et la région Hauts-de-France.

## Géographie

Le Canton de Hucqueliers dans l'arrondissement de Montreuil-sur-Mer

Ce canton est organisé autour de Hucqueliers dans l'arrondissement de Montreuil. Son altitude varie de 26 m (Alette) à 202 m (Bécourt) pour une altitude moyenne de 97 m.

## Histoire
De 1833 à 1848, les cantons d'Etaples et de Hucqueliers avaient le même conseiller général. Le nombre de conseillers généraux était limité à 30 par département.

## Représentation

### conseillers généraux de 1833 à 2015
| Période | Période          | Identité                                                  | Étiquette   | Qualité |
| ------- | ---------------- | --------------------------------------------------------- | ----------- | --- |
| 1833    | 1844 (décès)     | Louis Dacquin d'Hérembault (1790-1844)                    |             | Avocat Ancien sous-préfet, propriétaire à Montreuil                                                               |
| 1844    | 1848             | Alexandre Roubier d'Hérembault                            |             | Avocat à Montreuil Député (1831-1846, 1848-1851, 1852-1864)                                                       |
| 1848    | 1883             | Jacques Jourdain                                          | Droite      | Avocat, juge de paix à Herly Propriétaire à Chalon-sur-Saône (Saône-et-Loire) Député (1864-1870)                  |
| 1883    | 1890 (démission) | Alfred Moitier                                            | Droite      | Propriétaire à Hucqueliers                                                                                        |
| 1890    | 1892 (démission) | Auguste Grard                                             |             | Notaire, juge de paix Maire d'Hucqueliers, conseiller d'arrondissement                                            |
| 1892    | 1913 (décès)     | Paul Ousselin                                             | Républicain | Brasseur à Hucqueliers, conseiller d'arrondissement                                                               |
| 1913    | 1940             | André de la Gorce (1878-1967)                             | DVD         | Docteur en droit, maire de Verchocq Nommé conseiller départemental en juin 1943 (démissionnaire en novembre 1943) |
|         |                  |                                                           |             | |
| 1945    | 1958             | Pierre de la Gorce (1912-1995)                            | DVD         | Propriétaire, exploitant agricole Maire de Verchocq                                                               |
| 1958    | 1979 (décès)     | Gabriel de la Gorce (1915-1979 - frère de P. de la Gorce) | CNIP        | Agriculteur Maire de Quilen                                                                                       |
| 1979    | 2001             | Dominique de la Gorce (fils de P. de la Gorce)            | DVD         | Chef d'entreprise, propriétaire du château de Verchocq                                                            |
| 2001    | 2015             | Jean Wallon                                               | PS          | Enseignant Conseiller municipal puis maire de Wicquinghem                                                         |

## Conseillers d'arrondissement (de 1833 à 1940)
| Période         | Période          | Identité                           | Étiquette   | Qualité |
| --------------- | ---------------- | ---------------------------------- | ----------- | --- |
| 1833            |                  | M. Lebègue                         |             | Propriétaire à Alette                                                                                       |
|                 |                  |                                    |             | |
|                 | 1885 (décès)     | Alfred Moitier (1825-1885)         |             | Notaire, maire d'Hucqueliers                                                                                |
| 1885            | 1890 (démission) | Auguste Grard                      |             | Notaire, juge de paix, maire d'Hucqueliers                                                                  |
| 1890            | 1892             | Paul Ousselin                      | Républicain | Brasseur à Hucqueliers                                                                                      |
| 1892            | 1918 (décès)     | Joseph Ducrocq-Merlin (1846-1918)  | Républicain | Médecin, adjoint au maire de Wicquinghem                                                                    |
| 1918            | 1919             | siège vacant                       |             | |
| 1919            | 1928             | Alfred Minet                       | Républicain | Maire d'Alette                                                                                              |
| 1928            | 1934 (décès)     | Alfred Léon Bailleux               | RG          | Cultivateur à Saint-Michel-sous-Bois                                                                        |
| 17 février 1935 | 1940             | Jules Bailleux (fils du précédent) | RG          | Cultivateur à Saint-Michel-sous-Bois                                                                        |
| 1940            |                  |                                    |             | Les conseils d'arrondissement ont été suspendus par la loi du 12 octobre 1940 et n'ont jamais été réactivés |

## Composition
Le canton de Hucqueliers groupe 24 communes et compte 6 546 habitants (recensement de 1999 sans doubles comptes).
| Communes                | Population (Modèle:Données/Canton de Hucqueliers/évolution population) | Code postal | Code Insee |
| ----------------------- | ---------------------------------------------------------------------- | ----------- | ---------- |
| Aix-en-Ergny            | 104                                                                    | 62650       | 62017      |
| Alette                  | 249                                                                    | 62650       | 62021      |
| Avesnes                 | 46                                                                     | 62650       | 62062      |
| Bécourt                 | 238                                                                    | 62240       | 62102      |
| Beussent                | 411                                                                    | 62170       | 62123      |
| Bezinghem               | 294                                                                    | 62650       | 62127      |
| Bimont                  | 117                                                                    | 62650       | 62134      |
| Bourthes                | 545                                                                    | 62650       | 62168      |
| Campagne-lès-Boulonnais | 453                                                                    | 62650       | 62202      |
| Clenleu                 | 183                                                                    | 62650       | 62227      |
| Enquin-sur-Baillons     | 173                                                                    | 62650       | 62296      |
| Ergny                   | 173                                                                    | 62650       | 62302      |
| Herly                   | 323                                                                    | 62650       | 62437      |
| Hucqueliers             | 505                                                                    | 62650       | 62463      |
| Humbert                 | 254                                                                    | 62650       | 62466      |
| Maninghem               | 137                                                                    | 62650       | 62545      |
| Parenty                 | 396                                                                    | 62650       | 62648      |
| Preures                 | 448                                                                    | 62650       | 62670      |
| Quilen                  | 61                                                                     | 62650       | 62682      |
| Rumilly                 | 255                                                                    | 62650       | 62729      |
| Saint-Michel-sous-Bois  | 89                                                                     | 62650       | 62762      |
| Verchocq                | 523                                                                    | 62560       | 62844      |
| Wicquinghem             | 179                                                                    | 62650       | 62886      |
| Zoteux                  | 390                                                                    | 62650       | 62903      |

## Démographie
| 1962  | 1968  | 1975  | 1982  | 1990  | 1999  | 2009 |
| ----- | ----- | ----- | ----- | ----- | ----- | ---- |
| 6 991 | 7 337 | 7 013 | 7 016 | 6 747 | 6 546 | -    |

## Anecdote
- Lors du premier tour des élections cantonales de 2001, le canton a affiché, avec plus de 90 % de votants pour 5 375 inscrits, le plus fort taux de participation de France.